# Eskilstuna och Torshälla kanal

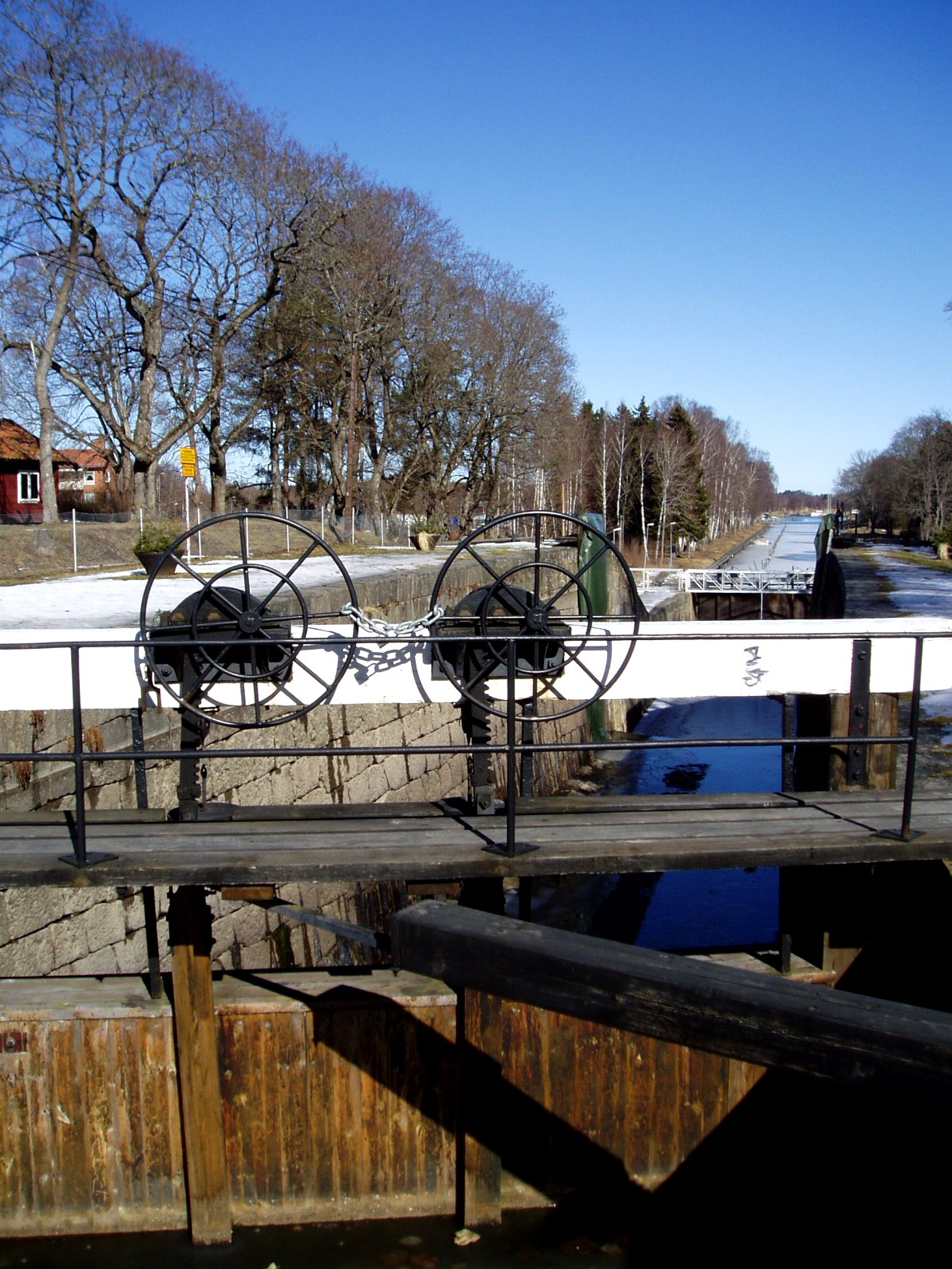
Sluss i Torshälla

Eskilstuna och Torshälla kanal är 10,7 km lång med en konstgjord del på 1,9 km som går mellan sjöarna Mälaren och Hjälmaren. Kanalen invigdes 1860 och har tre slussar. Djupet under lågvattenytan är 2,52 meter.

## Historia

### Karl IX:s kanal
Redan i slutet av 1500-talet lät hertig Karl påbörja arbetet med en kanal mellan Mälaren och Hjälmaren. Ett stort antal slussar anlades utmed hela sträckan, varav två eller tre byggdes i nuvarande Nybyån i Torshälla, väster om fallen i Torshälla. Denna Sveriges första fullt fungerande kanal, Karl IX:s kanal, stod klar i början av 1600-talet och användes under några årtionden, men började sedan förfalla. Därefter byggdes den ännu i bruk varande Hjälmare kanal, som har en annan sträckning.

### Storhetstiden
I samband med att industrierna i Eskilstuna under 1800-talets första hälft fick ett allt större behov av en vattenled från staden och ut i Mälaren, började företagsledarna på allvar diskutera anläggandet av en kanal. Bland de tongivande var industrimannen Johan Theofron Munktell. Under julhelgen 1852 höll man inledande samtal, och redan ett par veckor därefter for en annan av de dominerande industriledarna, L F Ståhlberg, till Örebro. Som representant för Eskilstuna stad deltog han där i ett sammanträde beträffande sänkning av Hjälmaren för att utvinna mer åkermark kring sjön. I detta sammanhang tog han upp kanalfrågan med en major Carl Adolf Olivecrona. Intresset var stort, och efter ett par år bildades Eskilstuna kanalbolag, och redan den 16 juli 1856 sattes spadarna i marken. Nästan exakt fem år senare var hela kanalbygget klart.
Vid färdigställandet hade man i Torshälla byggt två slussar, som kunde ta emot båtar med en bredd på 7,13 meter och med en längd på 41,56 meter. Längden på den grävda kanalen, som i Torshälla går öster om staden, är 1,6 kilometer. Hela farleden är 10,6 kilometer, räknat från Torshälla hamn till Eskilstuna. Till en början existerade ingen sluss i Eskilstuna, utan båtarna lade till strax norr om fallet vid Faktoriholmarna, där Munktell hade sina stora anläggningar. År 1865 byggdes en sluss även där, varigenom det blev möjligt att trafikera sträckan upp till Rådhustorget. Denna sluss utfördes först i timmer, men blev efter några årtionden byggd i sten. Kanalen blev flitigt utnyttjad, och när trafiken år 1890 var som mest intensiv, uppgick antalet båtar till 1191, eller i genomsnitt fem fartyg per dag, under säsongen.

### Järnvägen tar över
Efter denna höjdpunkt började det dala. Anledningen var att man i större utsträckning anlitade de då nyanlagda järnvägarna. Trots detta gick på 1920-talet alltjämt sju fartyg i reguljär trafik mellan Eskilstuna och Stockholm och andra hamnar i Mälaren. 1956 var det dock dags att sätta punkt för denna epok. Då passerade de sista båtarna genom slussarna i Torshälla och den i Eskilstuna. Anledningen var inte bara att det gick allt sämre för kanalbolaget, utan också för att Eskilstuna stad ansåg sig behöva bygga fasta broar. Den första var "Gasverksbron", tillkommen på 1960-talet, och sedan dess har ett flertal byggts – den lägsta bara 1,20 meter över vattenytan.

## Idag

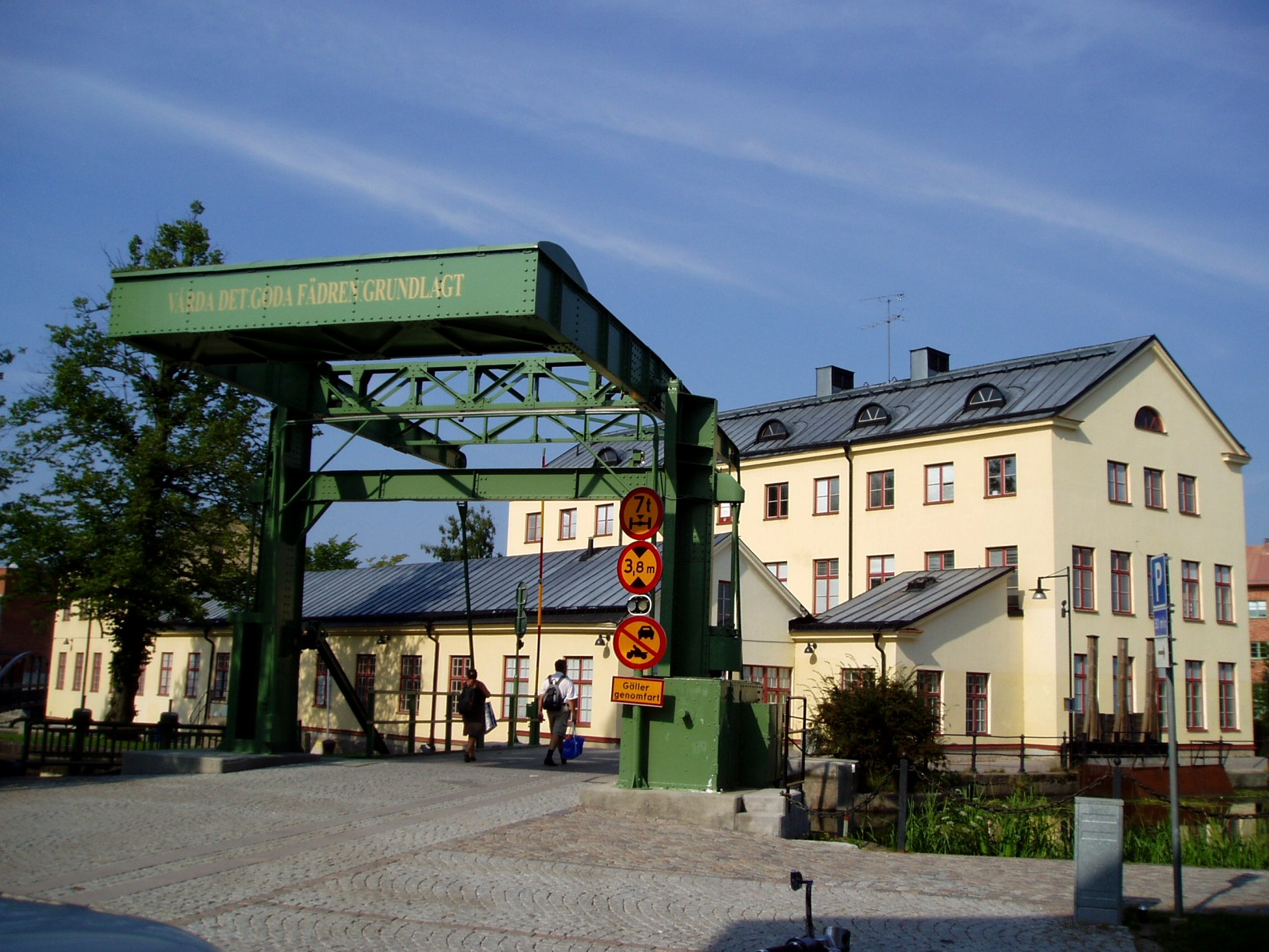
Slussen i Eskilstuna

Till skillnad från slussen i Eskilstuna är slussarna i Torshälla av samma konstruktion som vid anläggandet 1860, även om trävirket har bytts ut ett flertal gånger, senast 2007-2008. Vid slussarna i Torshälla fanns tidigare bostäder för såväl slussinspektör som slussvaktare. De första befattningshavarna för denna syssla vid Karl IX:s kanal anställdes med en årslön av 12 tunnor spannmål. Sommaren 2000 började kanalen åter trafikeras med en passagerarbåt, S:t Olof, som kan ta 30 passagerare. Den är så låg att den kommer under den lägsta bron.

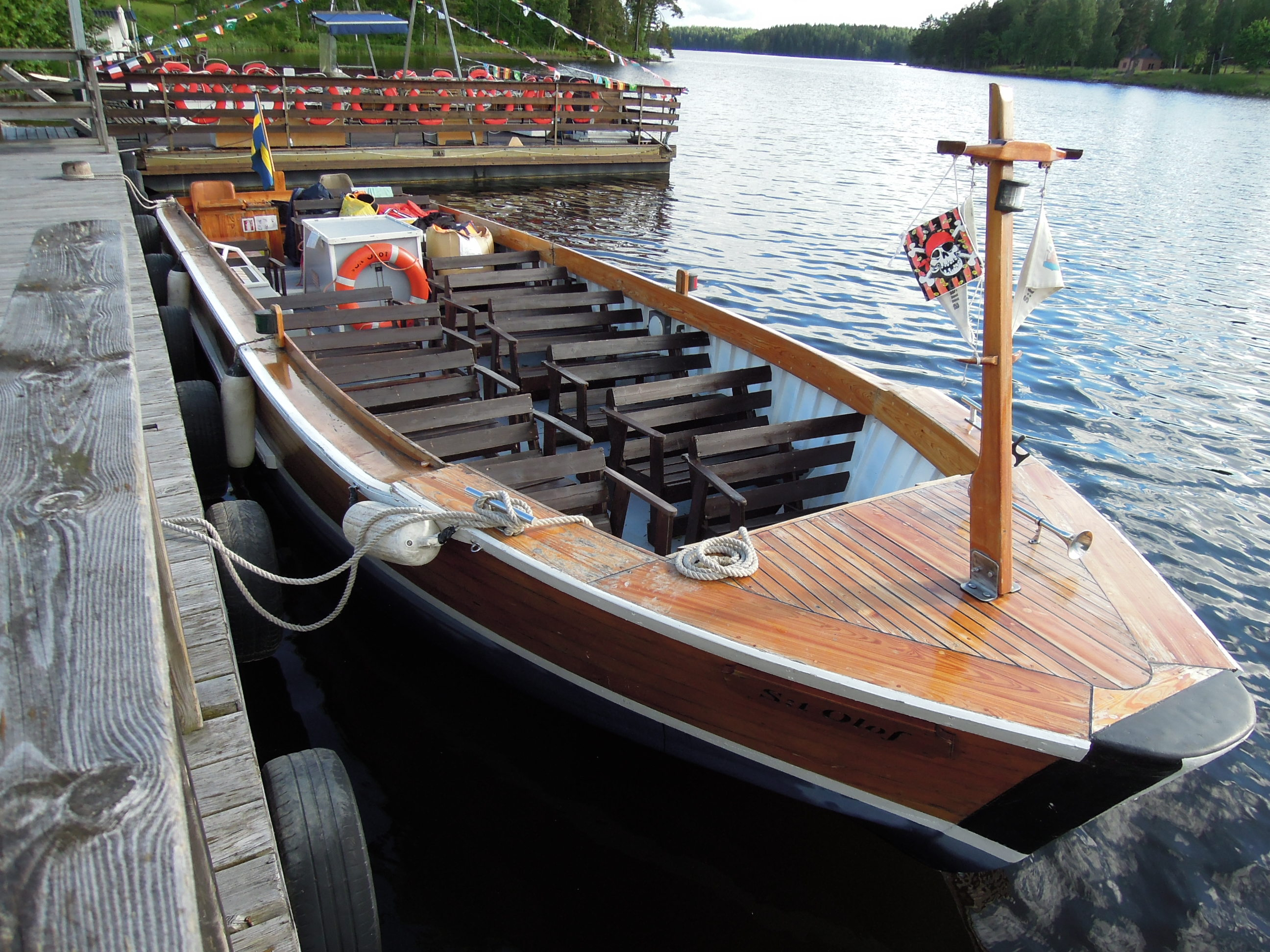
Kanalbåten S:t Olof i Ängelsberg 2016.

Slussarna i Torshälla och Eskilstuna kommer storleksmässigt på femte plats i Sverige.